# إسماعيل حسن (شاعر سوداني)
إسماعيل حسن فضل السيد أحمد أو (ود حد الزين) شاعر سوداني من مواليد شمال السودان، له أكثر من مئة أغنية مسجلة بالإذاعة والتلفزيون لجمهورية السودان.

## ميلاده
ولد الشاعر إسماعيل بشمال السودان في قرية وادعة، بمنطقة جلاس (القلعة - البار)، جبل كلنكاكول الشهير في العام 1929.

## زواجه
تزوج من الحاجة فتحية إبراهيم حميده عام 1958 وأنجب منها:
- أحلام
- وليد
- أمانى
- غادة
- الهندى
- مهيره
- عبد الجليل
- أبو القاسم

## أشعاره
تغنى له العديد من الفنانين على سبيل المثال لا الحصر:
- محمد وردى: الذي شكل معه أعظم ثنائية مرت على تأريخ الفن السودانى الحديث.
- إبراهيم الكاشف
- التاج مصطفى
- عثمان حسين
- محمد ميرغنى
- مُنى الخير
- شرحبيل أحمد
- سيد خليفة
- أحمد المصطفي
- عبد الدافع عثمان و عبد الرحمن بلاص، حسن عطيه، حمد الريح، عبد العزيز محمد داؤود، العاقب محمد حسن، ميرغنى النجار، أحمد المصطفى، رمضان حسن، عثمان اليمنى، النور الجيلانى، صديق أحمد، النعام آدم وآخرون كثر.[2]

## أغنياته
من أشهر أغانيه:
أيام وليالى، إشتقت ليك، الليلة بلاّل، ديل أهلى، بينى وبينك والأيام، جنود الوطن، صدفة، غلطة، القمر بوبا، بعد إيه، طير الرهو، عيونك ديل، ما بنساك، مشتاقين، أنا مالى ومالو، عايز أكون، الوصية، المستحيل.

## دواوين شعرية
- خواطر إنسان
- ليالي الريف
- ريحة التراب
- حد الزين
- يا سلام
- الحرف والوتر

## وفاته
توفي يوم الأربعاء الموافق 17 فبراير 1982.